# مقدمة لدراسة الصراع العربي الإسرائيلي
مقدمة لدراسة الصراع العربي -الإسرائيلي هو كتاب من تأليف المفكر والمفكر الاجتماعي المصري عبد الوهاب المسيري، الذي يُعد من أبرز المفكرين في العالم العربي. صدر الكتاب لأول مرة في عام 1991، ويعتبر من الأعمال المهمة التي تناولت القضية الفلسطينية والصراع العربي الإسرائيلي من منظور فكري نقدي.

## محتوى الكتاب
يقدم الكتاب دراسة تحليلية شاملة للصراع العربي الفلسطيني، ويركز على الأبعاد التاريخية والسياسية والاجتماعية لهذا الصراع. يعرض المسيري في الكتاب خلفية تاريخية معمقة عن تطور القضية الفلسطينية والصراع العربي الإسرائيلي، موضحًا دور القوى الدولية والإقليمية في هذا السياق. ويغطي الكتاب مجموعة من المواضيع المهمة، منها:

### التحليل التاريخي للصراع
يتناول الكتاب مراحل الصراع بين العرب والإسرائيليين منذ بدايته وحتى المرحلة التي تم إصدار الكتاب فيها، مع التركيز على المحطات الرئيسية في هذا الصراع مثل تأسيس دولة إسرائيل عام 1948، حرب 1967، واتفاقيات السلام.

### الأبعاد الدينية والعرقية
يناقش المسيري التأثيرات الدينية والعرقية على الصراع، مشيرًا إلى دور الديانات في تشكيل الهوية الإسرائيلية والعربية، وكذلك كيفية تأثير هذه العوامل على تصعيد الصراع.

### الاستراتيجيات السياسية الدولية
يعرض الكتاب التحليل السياسي للصراع من خلال توضيح دور القوى الكبرى مثل الولايات المتحدة الأمريكية والاتحاد السوفيتي في دعم أحد الأطراف على حساب الآخر.

### المسألة الفلسطينية
يخصص المسيري جزءًا من الكتاب للتطرق إلى الممارسات الاستعمارية والإسرائيلية تجاه الشعب الفلسطيني، ويفحص آثار ذلك على الهوية الوطنية الفلسطينية.

## أهمية الكتاب
يعد الكتاب من الأعمال الفكرية الهامة التي قدمت رؤية شاملة وعميقة للصراع العربي الفلسطيني، وقدم تفسيرًا نقديًا وتحليليًا بعيدًا عن التحليلات التقليدية. ركز المسيري على أهمية دراسة الصراع من خلال فحص جميع أبعاده السياسية والاجتماعية والتاريخية، مع تسليط الضوء على دور الخطابات الإيديولوجية والإعلامية في تشكيل مواقف الأطراف المختلفة.
عُرف المسيري بقدرته على ربط قضايا الصراع العربي الفلسطيني بالقضايا الكبرى في العالم العربي والإسلامي، مما جعله مرجعًا مهمًا للباحثين والمفكرين في هذا المجال.

## أسلوبه
تميّز أسلوب المسيري في هذا الكتاب بالعمق التحليلي والدقة في العرض، حيث مزج بين الفلسفة والعلوم الاجتماعية والسياسة. كان المسيري يسعى من خلال هذا الكتاب إلى توفير أساس فكري يمكن للقراء أن يستفيدوا منه في فهم أبعاد الصراع بشكل أكثر شمولية. كما كان اهتمامه بالتفاصيل التاريخية يعكس حرصه على تقديم صورة واضحة للقراء حول المسائل المعقدة المرتبطة بالصراع العربي الإسرائيلي.

## تأثير الكتاب
لاقى الكتاب قبولًا واسعًا بين المثقفين والباحثين في العالم العربي، وفتح الباب لمزيد من الدراسات حول الصراع الفلسطيني الإسرائيلي. كما تم استخدامه كمصدر أكاديمي في العديد من الجامعات والمراكز البحثية التي تهتم بالقضايا الفلسطينية. وقد أثر الكتاب على الوعي العربي حول أهمية دراسة الصراع الفلسطيني ليس فقط من منظور سياسي، بل من خلال الفهم العميق للتاريخ والثقافة والاجتماع.

## روابط خارجية
- عبد الوهاب المسيري على موقع مؤسسة الفكر العربي